# Кругликов, Михаил Яковлевич
Михаи́л Я́ковлевич Кру́гликов (род. 1931, Клинцы, Западная область) — советский танцор и хореограф народного танца, балетмейстер.

## Биография
Родился в 1931 году в городе Клинцы Западной области. Отец — сапожник на обувной фабрике (по вечерам — ударник в оркестре), мать — портниха. В семье было четверо детей.
Чувство ритма передано отцом, танцевать Миша начал с 3-х лет.
В 1941 году — эвакуация. Эшелон попал под бомбардировку и Михаил отстал от поезда.
В 1943 году «прибился» к солдатской кухне. На одном из участков фронта роту «катюш» разбомбили немцы. СМЕРШ стал искать немецкого разведчика. В части никого чужих не оказалось, кроме 12-летнего Миши. В итоге: статья 58-А — измена Родине, расстрел, заменённый 10-ю годами тюрьмы (как малолетке).
В 1944 году — переследствие, после которого был отправлен в детский дом. В 1949 году окончил школу ФЗУ в Одессе по специальности турбиниста.
Служил в десантных войсках в городе Кривой Рог, где и проявились способности танцора как балетмейстера-постановщика. Его талант был замечен выдающимися деятелями хореографии. Вскоре был приглашён на постановки танцев в Государственный Белорусский ансамбль народного танца, затем последовала постановка в студии Государственного ансамбля танца СССР под руководством Игоря Александровича Моисеева. Осуществлял постановки танцев в Волжском, Омском, Воронежском, Рязанском государственных народных хорах. Были реализованы постановки в ансамблях песни и пляски МПВО, Северного флота, «Кантеля» (Карелия), «Асья Кыа» (Коми АССР), Удмуртском государственном народном хоре и заслуженных хорах Украины: хоре имени Г. Верёвки, Черкасском, Буковинском, Заслуженном ансамбле танца Украины «Зарево» и других.
В 1987 году — главный балетмейстер концерта Лауреатов Второго Всесоюзного фестиваля народного творчества «Я люблю тебя, Россия!» в Кремлёвском дворце съездов.
Постановки его танцев видели многие страны мира, сам же М. Кругликов всегда был невыездным.
С 1996 года — гражданин Израиля.